# Municipio de Delaware (condado de Delaware, Iowa)
El municipio de Delaware (en inglés: Delaware Township) es un municipio ubicado en el condado de Delaware en el estado estadounidense de Iowa. En el año 2010 tenía una población de 6204 habitantes y una densidad poblacional de 65,45 personas por km².

## Geografía
El municipio de Delaware se encuentra ubicado en las coordenadas 42°30′57″N 91°25′49″O / 42.51583, -91.43028. Según la Oficina del Censo de los Estados Unidos, el municipio tiene una superficie total de 94.79 km², de la cual 94.28 km² corresponden a tierra firme y (0.54 %) 0.51 km² es agua.

## Demografía
Según el censo de 2010, había 6204 personas residiendo en el municipio de Delaware. La densidad de población era de 65,45 hab./km². De los 6204 habitantes, el municipio de Delaware estaba compuesto por el 97.86 % blancos, el 0.5 % eran afroamericanos, el 0.23 % eran amerindios, el 0.44 % eran asiáticos, el 0.03 % eran isleños del Pacífico, el 0.13 % eran de otras razas y el 0.82 % pertenecían a dos o más razas. Del total de la población el 1 % eran hispanos o latinos de cualquier raza.